# Baqlid
Baqlid (tiếng Ả Rập: بقليد) là một ngôi làng Syria nằm ở Muhambal Nahiyah ở huyện Ariha, Idlib. Theo Cục Thống kê Trung ương Syria (CBS), Baqlid có dân số 387 người trong cuộc điều tra dân số năm 2004.